# 巴丹半島戰役 (1942年)
1942年巴丹半島戰役代表日本帝國在菲律賓戰役的最重要階段，攻佔菲律賓群島對日本帝國能否控制西南太平洋地區、奪取富饒的荷屬東印度之天然資源及保護其在東南亞之側翼非常重要，它是美國及菲律賓軍事歷史上最大的投降事件。

## 背景
當日軍航空母艦艦載機在1941年12月7日 (馬尼拉時間12月8日)早上攻擊在珍珠港的美國太平洋艦隊後，以台灣為基地的日軍岸基飛機轟炸了美國陸軍航空軍遠東航空隊在邦板牙的克拉克空军基地、在三描禮士省的艾爾貝母空軍基地、鄰近馬尼拉的尼古拉空軍基地及美國亞洲艦隊在甲米地的總部。
從12月8日至10日，地面部隊的零星抵抗及殘餘的美國海軍和空軍力量未能阻止日軍在巴坦群島、阿帕里及维甘的登陸行動，空軍的B-17轟炸機聯同護航戰機攻擊日軍在卡加延海岸登陸的日軍船隻及在呂宋島維干的登陸行動，亞洲艦隊的潛艇亦參與行動。
在最後一次遠東航空隊的聯合攻擊行動中，美軍飛機擊傷2艘日軍運輸艦、聯合艦隊旗艦長門號戰艦、1艘驅逐艦及擊沉1艘佈雷艦，但這些空中攻擊及海上行動卻未能有效阻止日軍的進攻。
這些零星的登陸行動是掩護由本間雅晴陸軍中將指揮的日本第14軍在1941年12月22日於邦阿西楠仁牙因灣及拉蒙灣的主要進攻。
在戰爭的第1天摧毀了美軍的空軍及海軍力量後，日軍已經取得很大優勢以阻止美國對菲律賓進行補給及增援、取得機場對地面部隊提供空中支援及為入侵荷屬東印度的行動提供跳板。

## 橙色-3戰爭計劃

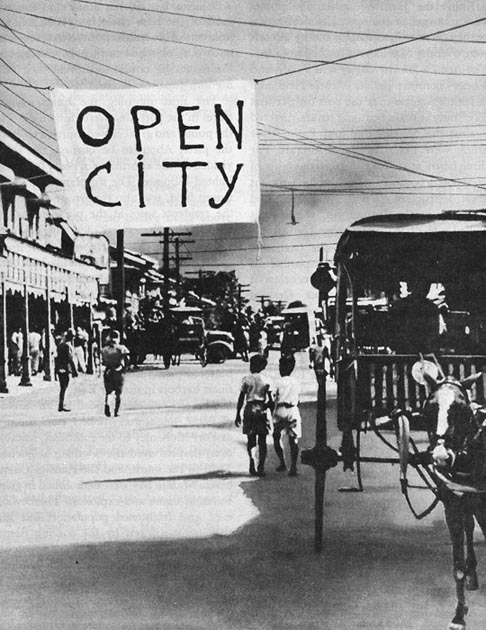
馬尼拉被宣佈為不設防城市

在確保灘頭陣地安全後，日軍發動一個大型鉗形攻勢，在當地防守的3個菲律賓軍步兵師被日軍擊退，面對如此困境，道格拉斯·麥克阿瑟將軍意識到在灘頭防衛的計劃已經失敗，12月26日，他通知前線指揮官正或實施橙色-3戰爭計劃，這是在戰前已籌劃好以利用阻擊戰防守巴丹半島及科雷希多島的行動計劃，根據橙色-3計劃，部隊撤退入巴丹半島，在這裹守軍將重組及堅守6個月，該計劃策劃者(佐沒有註明)相關援軍將從美國本土到達，他們希望戰略出現改變，就是日本人的入侵計劃可能被發現。
橙色-3計劃的概念是阻延日軍的入侵步伐，直至美國太平洋艦隊完成集結及打通往菲律賓的航道，並由美國海軍截斷日軍進攻菲律賓的海上補給線。在巴丹半島，由於地形有利於防守，及受到在馬尼拉灣防衛港口設施的守軍及在附近科雷希多島要塞的守軍炮火支援，按原有計劃預計守軍可堅守至援軍到達。可是太平洋艦隊已於12月8日在珍珠港遭日本海軍擊潰，所以死守至援軍到達的構想未能實現。
與此同時，菲律賓自治領總統曼努埃爾·奎松聯同其家屬及政府官員在1941年12月24日晚上和麥克阿瑟及美國遠東軍指揮部一同撤退到科雷希多島，另外所有美國遠東軍軍事人員亦從主要市區撤走，同日馬尼拉被宣佈為不設防城市，而日軍則在1942年1月2日佔領馬尼拉。

## 且戰且退
麥克阿瑟將軍希望將部隊、裝備及物資完整地撤退到預定防線上，他統率由喬納森·梅休·溫賴特四世指揮的北呂宋部隊以阻擋日軍的主要進攻及保障由喬治·柏加將軍指揮的南呂宋部隊通往巴丹半島的道路，當時該部隊正從十分混亂的秩序恢復過來，為達成該目的，溫賴特根據橙色3號計劃將部隊分派到5條防線上:
- D1 - 阿吉拉尔經聖卡洛斯市到烏坦尼塔市，
- D2 - 阿格諾河，
- D3 - 圣伊格纳西亚經赫羅納經金巴到聖何西，
- D4 - 打拉到甲万那端，及
- D5 - 班班到圣米格尔。

### 波拉克-皮晉查防線

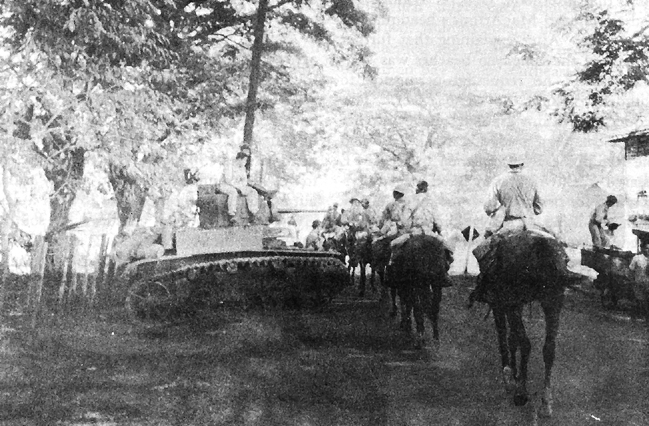
在呂宋島第26騎兵旅的菲律賓童子軍正在一輛M3 斯圖亞特坦克前經過

從1942年1月1日–5日，當整個美國遠東軍從南北兩面後撤時，它們實施一連串阻擊以撤入巴丹半島，最血腥的戰事在波拉克-皮晉查防線爆發，在這裡由威廉斯·布洛芙和馬刁·卡賓準將指揮的菲律賓第11及第21師加上由克林頓·皮爾斯上校率領的第26騎兵旅防守，這裡是開闊地形及缺乏防禦工事，守軍要面對日軍猛烈空襲及炮擊、強大的坦克攻擊和高橋及田中2支步兵分遣隊的輪番衝鋒，雙方均付出巨大代價。

### 阿布凱-莫邦防線
橙色-3計劃要求在巴丹半島部署2條防線，第1條由半島西部的邦班至東面的阿布凱，溫賴特將軍指揮新組成的菲律賓第1軍共22,500人防守西部，第1軍包括菲律賓第1、第31及第91步兵師、第26騎兵團、1營炮兵及自行火炮；柏加將軍指揮新的菲律賓第2軍，包括菲律賓第11、第21、第41及第51步兵師和第57步兵團共25,000人防守東部，所有師均在之前的戰鬥與撤退途中被削弱及付出慘重傷亡，美軍菲律賓師包括美軍第31步兵團、第45步兵團 (菲律賓童子軍)及其它支援單位變成防守巴丹半島的預備隊，4,222英尺（1,287）高的納蒂布山分隔半島而成為兩條防線的分界線，兩個指揮官在山上部下防線，但是因為地形關係，他們沒有將防線延伸到山坡上，因此兩軍沒有直接的聯繫，而在防線上留下一個大缺口。當撤退完畢後，阿布凱-莫邦防線變成美國遠東軍的主要防禦據點。

## 停滯不前

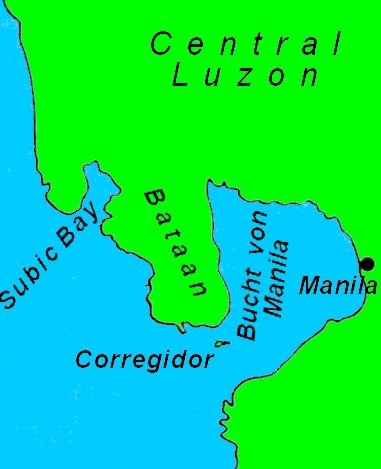
日軍進攻巴丹半島示意圖

1月9日，日軍在森岡進指揮下進攻阿布凱-莫邦防線的東翼，但為堅守該地的菲律賓第91步兵師轄下的路德·史提芬將軍和佐治·奇勒將軍率領的第57步兵團 (菲律賓童子軍)，1月12日，爆發激烈戰鬥，第57步兵團指揮官亞歷山大·奈寧格2級上尉在戰鬥中陣亡，他後來被追授榮譽勳章，他當時只配備手槍及手榴彈，他在肉搏戰中走入日軍的洞穴中，令其部隊收復阿布凱大牧場，另一個勇敢的士兵是一個名叫Narcisco Salbadin的菲律賓士兵，當日軍進行一次衝鋒式的進攻時，他用一挺水冷式機關槍進行掃射，殺死數十名日軍，後由於機關槍損壞而再拔出其科爾特(牌)手槍及殺死另外五名日軍，當一名日軍士兵用刺刀刺傷他時，他企圖拔出手槍時被斬斷一隻手指，但他仍然堅持，後因突然的機會而拔出手槍將這名日軍擊斃，當另一名日軍擺動刺刀刺向他時，他用步槍指向這名日軍及將他擊斃，Narcisco因而獲得銀十字獎章；另一次在1月14日的進攻是攻擊分別由維森特·林及阿爾拔·鍾斯指揮的菲律賓第41及51步兵師之防線，他們在第43及23步兵師的支援下擊退了日軍對它們左翼之進攻，但日軍仍因為第51步兵師撤退而留下來空隙而進入撒利河谷，但因一支菲律賓發現這次滲透及菲律賓第21步兵師進入河谷阻擊而逐回。
另一次進攻在西面的遠處，一支日軍突然擊潰由約翰·R·包維特之菲律賓第53步兵師，該支日軍沿阿普河南越過阿布凱-莫邦防線，但他們的進攻在森林中被菲律賓第21、31、51及92步兵師聯合阻止，第31及45步兵師更收復了第51步兵師所棄守的防線。
1月15日，得到增援的菲律賓第1步兵師在日軍猛烈轟炸下堅守在萬榮地區的防線，日軍通過在納蒂布山以東地區的空隙及在莫邦山區封鎖道路，因而威脅該師之側翼，菲律賓第91、71及92步兵師雖然反覆進攻，但未能擊退日軍，日軍經常在晚間進行突襲及滲透戰術，之前柏加將軍之第2軍在撒利河戰役中已經阻止了一次類似的包圍，但溫賴特將軍的第1軍依然岌岌可危，而阿布凱-莫邦防線在1月22日被棄守。

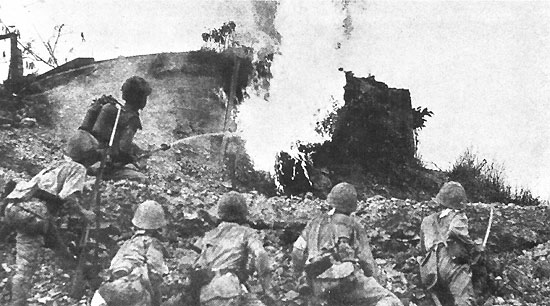
日軍的火焰嘖射器在攻擊一個位於獵戶座-巴加克防線的堡壘

### 2號防線上的戰鬥
4天內，波拉克-皮晉查防線被構成，但是當日軍再次進時，守軍通過菲律賓第1軍防守的空隙而剛剛撤退到新的防線上，布呂莫爾將軍沿第2警戒線布防，包括第32、第41及第51步兵師前來增援，以阻止日軍私主要進攻及堵塞缺口。

### 口袋戰役
餘下的日軍在第11師背後的波布河及第1師後面Gogo-Cotar河通過阿布凱-莫邦防線之側面地區，從1月23日至2月17日, 守軍採取聯合行動以減輕這些突出地帶之抵制，被稱為口袋戰役，行動中戰鬥激烈，當日軍嘗試包圍守軍團，阿爾弗雷多·山度士上校指揮的第1師以更高明及巧妙的策略擊敗日軍，在多次嘗試中，其單位成功突破Gogo-Cotar及波布口袋，他因此被稱為"口袋上的英雄"，因為這次英雄事蹟，他被晉升為戰場上的指揮官，山度士被授與一頂可怕的任務，那就是封鎖突破口及徹底擊潰突入防線及嚴重威脅該師之日軍，不顧個人安全，他率領部隊在MLRne及該團之後備防線之間對實力與數量上強大很多的日軍發動反攻，戰鬥在1942年1月29日日落時展開，在堅定的決心下，守軍努力不懈地及毫無停止地與敵人戰鬥，以收復給第1師指定防守的地區，1942年2月3日，第45步兵師的維利巴爾德·畢安基上尉率領一排菲律賓童子軍上前兩個敵軍機關槍群，使用手榴彈令它們停止射擊，及破壞了一梃高射機槍，他及後被授與榮譽獎章，戰鬥中只有377名日本士兵成功逃離。
本間雅晴將軍在2月8日命令停止進攻以重組其部隊，但這不能立即實行，因為第16師團仍要支援其第20步兵團第3營，在付出更大傷亡下，第3營的殘餘、378名軍官及士兵在2月15日被救出，2月22日，日本第14軍向北後撤幾公里，美國遠東軍重新佔領一些曾被日軍攻佔的地區。

### 個別據點的戰鬥
在嘗試迂迴菲律賓第1軍及弧立美國遠東軍的指揮部後，日軍第16師團第20步兵團第2營於1月22日晚上在巴丹半島南部西海岸實施登陸行動，由於美軍PT-34魚雷艇的騷擾，兩艘駁船被擊沉及其它的被分割成兩部份，沒有一艘可到達預定登陸海灘，在灘頭陣地對抗日軍的是菲律賓警察成員及被權充步兵使用的美國陸軍航空軍的傘兵，日軍指揮官嘗試增強其佔領之灘頭陣地但未^突破防線，從1月23日–1月29日、1月22日–2月8日和1月27日–2月13日，戰鬥分別在Lapay-Longoskawayan、Quinawan-Aglaloma及Silalim-Anyasan兇猛地展開，參加進攻的2,000名日軍只有43人負傷撤回日軍戰線，這些戰鬥被稱為"個別據點的戰鬥"。

## 投降
3月12日晚上，麥克阿瑟將軍、其家人及數位美國遠東軍軍官離開科雷吉多島，登上4艘由約翰·鄧肯·巴爾克利陸軍中校指揮的PT-34魚雷艇前往棉蘭老島，因為此次及之前4個月零8天的功績，巴爾克利被授與榮譽勛章、海軍十字勳章、杰出服役十字勋章及其它嘉獎。
麥克阿瑟最終到達澳大利亞，在這裡他向菲律賓人民許下「我會再回去」的承諾，麥克阿瑟的離開表示美國遠東軍的完結，3月22日，守軍被重新命名為駐菲律賓美軍及由喬納森·梅休·溫賴特四世陸軍中將指揮。
當首次進攻巴丹半島凡行動失敗後，日軍大本營派遣強大的炮兵部隊到菲律賓以攻破美軍的防線，共有190門大炮，而由北島驥子雄指揮的第1炮兵隊亦於攻破香港後被轉移到菲律賓，配備有150毫米榴彈炮及罕見的四五式240毫米榴彈砲，日軍的攻城重炮部隊將集中炮轟美軍在島上的要塞。由於日軍大本營命令本間雅晴率領的第14軍必需在3月底前結束戰事，日軍於是密羅緊鼓準備大規模進攻。
4月3日早上9時至下午3時，整條阿布凱-莫邦防線遭到100架日軍飛機及300門大炮的猛烈轟擊，使薩馬特山的防線變成地獄，在之後的3天(1942年的基督受難日至復活節)，日軍第65獨立混成旅團及第4師團的先頭部隊全力進攻在左翼的菲律賓第2軍，在防線的每一處，筋疲力盡的美國及菲律賓守軍被大批的日軍坦克及步兵擊潰。
根據之前兩次的進攻經驗，本間將軍已預計最後之總攻擊需要一個星期才能攻破阿布凱-莫邦防線及要一個月才能掃蕩殘餘敵軍，當進攻開始三天後，他在4月6日要求部隊到達敵軍預定反攻正面，日軍的進攻集中在中路，剌入菲律賓第21師第22及第23團的側翼，攻佔了薩馬特山及包圍了整個菲律賓第2軍，由美軍及菲律賓童子軍發動的反攻沒有作用；只是第57步兵團稍有進展。
整條戰線爆發全面戰鬥，菲律賓第1軍連同身心交瘁的的第2軍殘餘崩潰及掉隊在後方，巴丹的指揮官們除與部份掉隊者可連絡外，與其部隊完全失去連絡，整個盟軍防守瓦解及崩潰，所有道路塞滿了難民及逃離的部隊，4月8日巴丹半島美軍高級指揮官愛德華·金陸軍少將看見守軍再進行抵抗已經毫無意義，提出投降協定條件。

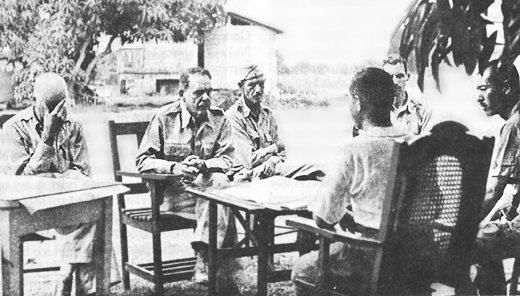
愛德華·金少將與日軍軍官商討投降條件

第2天早上，1942年4月9日，金少將與日軍經過數個小時的談判，疲倦的、飢餓的及憔悴的美國及菲律賓守軍在戰事已經沉寂的巴丹半島向日軍投降。

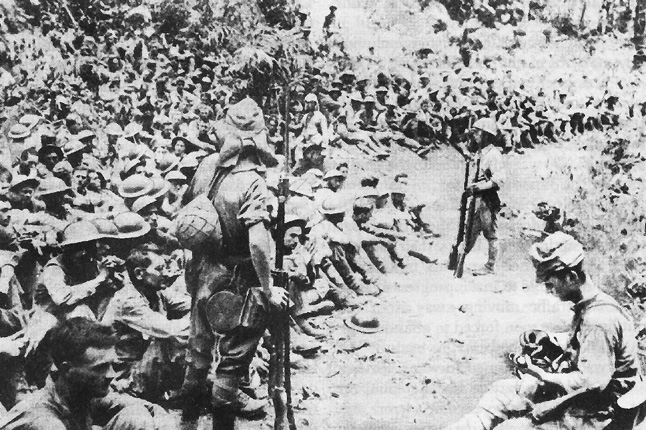
日軍士兵在看守盟軍戰俘

## 結果及歷史上的影響
美軍及菲律賓軍在巴丹半島之投降導致之一個月後科雷吉多島的陷落，但是，沒有這次阻礙，日軍將很快攻佔美國在太平洋的所有基地，巴丹半島阻延了日軍的前進，為同盟國取得寶貴時間以準備之後的戰事如珊瑚海戰役及中途島戰役，最終超過60,000名菲律賓及15,000名美軍戰俘被迫進行著名的巴丹死亡行軍。
1944年9月7日，日軍戰艦神鷹丸被美軍白鱘號潛艇擊沉；在神鷹丸艦上的美軍戰俘中共有668人死亡及82人生還。
美國及菲律賓聯軍最终在1945年2月8日收復巴丹半島。